# U-193
 U-193  — немецкая подводная лодка типа IXC/40, времён Второй мировой войны.
Заказ на постройку субмарины был отдан 4 ноября 1940 года. Лодка была заложена на верфи судостроительной компании «АГ Везер» в Бремене 22 декабря 1941 года под строительным номером 1039, спущена на воду 24 августа 1942 года, 10 декабря 1942 года под командованием корветтен-капитана Ханса Паукштадта вошла в состав учебной 4-й флотилии. 1 мая 1943 года вошла в состав 2-й флотилии. 1 апреля 1944 года вошла в состав 33-й флотилии.
Лодка совершила 3 боевых похода, потопив одно судно (10 172 брт). После 23 апреля 1944 года лодка стала считаться пропавшей без вести в Бискайском заливе. Все 59 членов экипажа погибли. До июля 1996 года считалось, что U-193 была потоплена 28 апреля 1944 года в Бискайском заливе к западу от Нанта, в районе с координатами 45°38′ с. ш. 9°43′ з. д. глубинными бомбами с британского самолёта типа «Веллингтон». На самом деле той атаке подверглась U-802, в результате налёта не пострадавшая.

## Командиры
- 10 декабря 1942 — 31 марта 1944: корветтен-капитан Ханс Паукштадт
- 1-24 апреля 1944: оберлейтенант резерва Ульрих Абель